# Fliegerhorst Vogler

i7
i11
i13

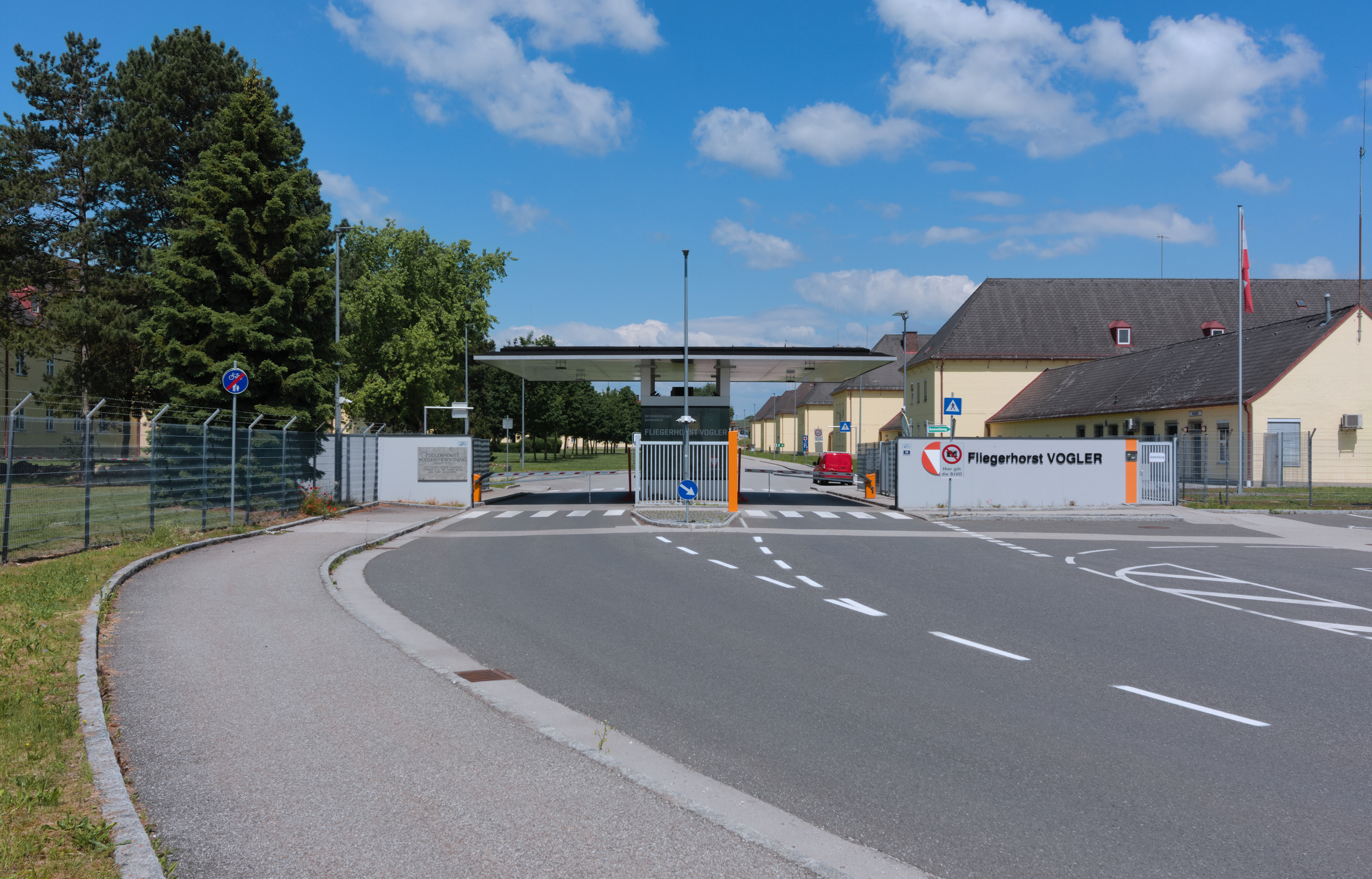
Die Einfahrt des Fliegerhorstes

Der Fliegerhorst Vogler (ICAO-Code: LOXL) ist ein Fliegerhorst der Luftstreitkräfte des österreichischen Bundesheeres in Hörsching bei Linz in Oberösterreich, auf dem das Militärkommando Oberösterreich sowie das Kommando Luftunterstützung (ehem. Fliegerregiment 3) stationiert sind.

## Lage
Der Fliegerhorst teilt sich die Start- und Landebahn mit dem Flughafen Linz, dessen Einrichtungen nördlich der Start- und Landebahn liegen, während der Fliegerhorst südlich liegt.
Die historischen Teile des Fliegerhorsts stehen unter Denkmalschutz.

## Geschichte

### Errichtung und Zweiter Weltkrieg
Errichtet wurde der Fliegerhorst von der deutschen Luftwaffe während des Zweiten Weltkriegs, auch unter Einsatz von Kriegsgefangenen. Der Spatenstich erfolgte am 13. März 1938, unmittelbar nach dem Anschluss Österreichs an das Deutsche Reich. Es sollte eine Kampffliegerschule in einer Heidelandschaft entstehen.
Bereits 1940 begann die Belegung des noch unfertigen Fliegerhorstes. Ausgebildet wurden etwa 1000 Mann des fliegenden Personals. Insgesamt sollen an die 3000 Mann hier stationiert gewesen sein. Im Lauf des Krieges wurde aus dem Ausbildungsflugplatz auch ein Einsatzflugplatz und deutsche Jagdverbände starteten in Hörsching gegen die alliierten Bombergeschwader. 
Die folgende Tabelle zeigt eine Auflistung ausgesuchter fliegender aktiver Einheiten (ohne Schul- und Ergänzungsverbände) der Luftwaffe der Wehrmacht die hier zwischen 1938 und 1945 stationiert waren.
| Von           | Bis           | Einheit                                                     | Ausrüstung              |
| ------------- | ------------- | ----------------------------------------------------------- | ----------------------- |
| März 1938     | April 1938    | 1./JG 135 (1. Staffel des Jagdgeschwaders 135)              | Messerschmitt Bf 109B   |
| November 1941 | Februar 1942  | KGr. z.b.V. 300 (Kampfgruppe zur besonderen Verwendung 300) | Junkers Ju 52/3m        |
| Oktober 1943  | November 1943 | I./KG 51                                                    | Messerschmitt Me 410A   |
| November 1943 | März 1944     | III./KG 76 (III. Gruppe des Kampfgeschwaders 76)            | Junkers Ju 88A-4        |
| Oktober 1944  | April 1945    | Stab, II./KG(J) 27                                          | Messerschmitt Bf 109K-4 |
| April 1945    | Mai 1945      | II./JG 52                                                   | Messerschmitt Bf 109G   |

Die letzten Starts der Luftwaffe erfolgten Anfang Mai 1945. Am 5. Mai 1945 besetzte die 65. US-Infanteriedivision den Fliegerhorst.

### Besatzungszeit
Die Amerikaner nannten den Fliegerhorst Advanced Landing Ground ALG R-87 Horsching, später auch Camp McCauley. Sie nutzten jedoch vorwiegend die Kasernen am Fliegerhorst für Einheiten der US-Army, den Flugplatz nur wenig.
Noch vor dem Ende der Besatzungszeit wurde der Fliegerhorst als Ausbildungsstätte der B-Gendarmerie eingesetzt.

### Republik Österreich

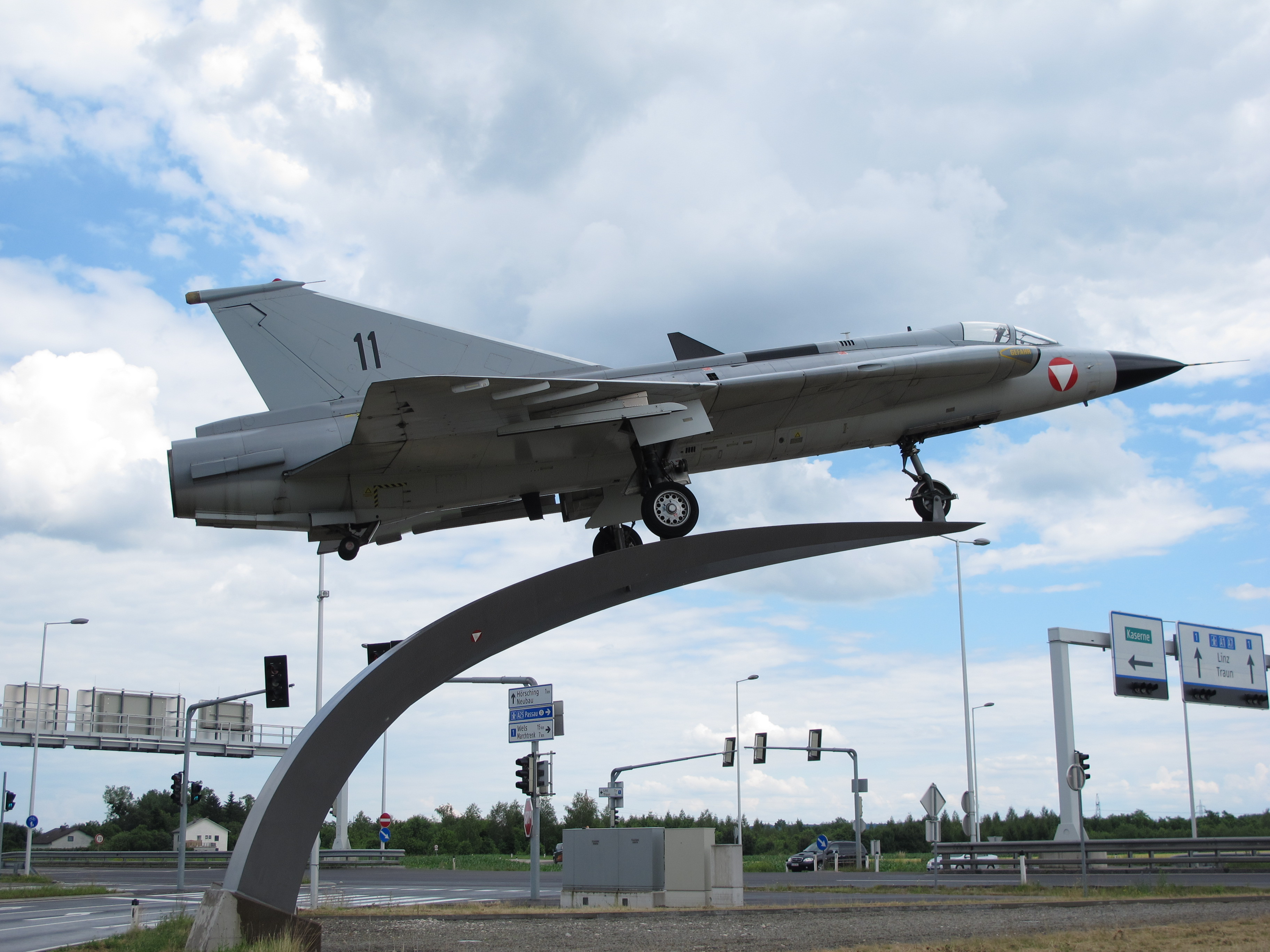
Saab Draken

Nach der Gründung des Bundesheeres im Jahr 1956 rückten sofort österreichische Fliegertruppen am Fliegerhorstgelände ein. Eine Halle, die noch aus der Kriegszeit stammt, wurde bereits vom zivilen Flugplatz mitgenutzt.
Der Flugbetrieb wurde 1957 mit Flugzeugen des Typs Jakowlew Jak-11 und Hubschraubern vom Typ Bell 47 G2 aufgenommen. Mitte 1958 war auch die erste Hubschrauberstaffel einsatzbereit. 1962 wurde die Start- und Landebahn erneuert und verlängert, sodass die Fliegende Tonne (Saab J29 Tunnan) von der Burstyn-Kaserne in Zwölfaxing hierher verlegt werden konnte. 1964 wurden die beiden Flugplätze in den militärischen und zivilen Bereich getrennt in Betrieb genommen.

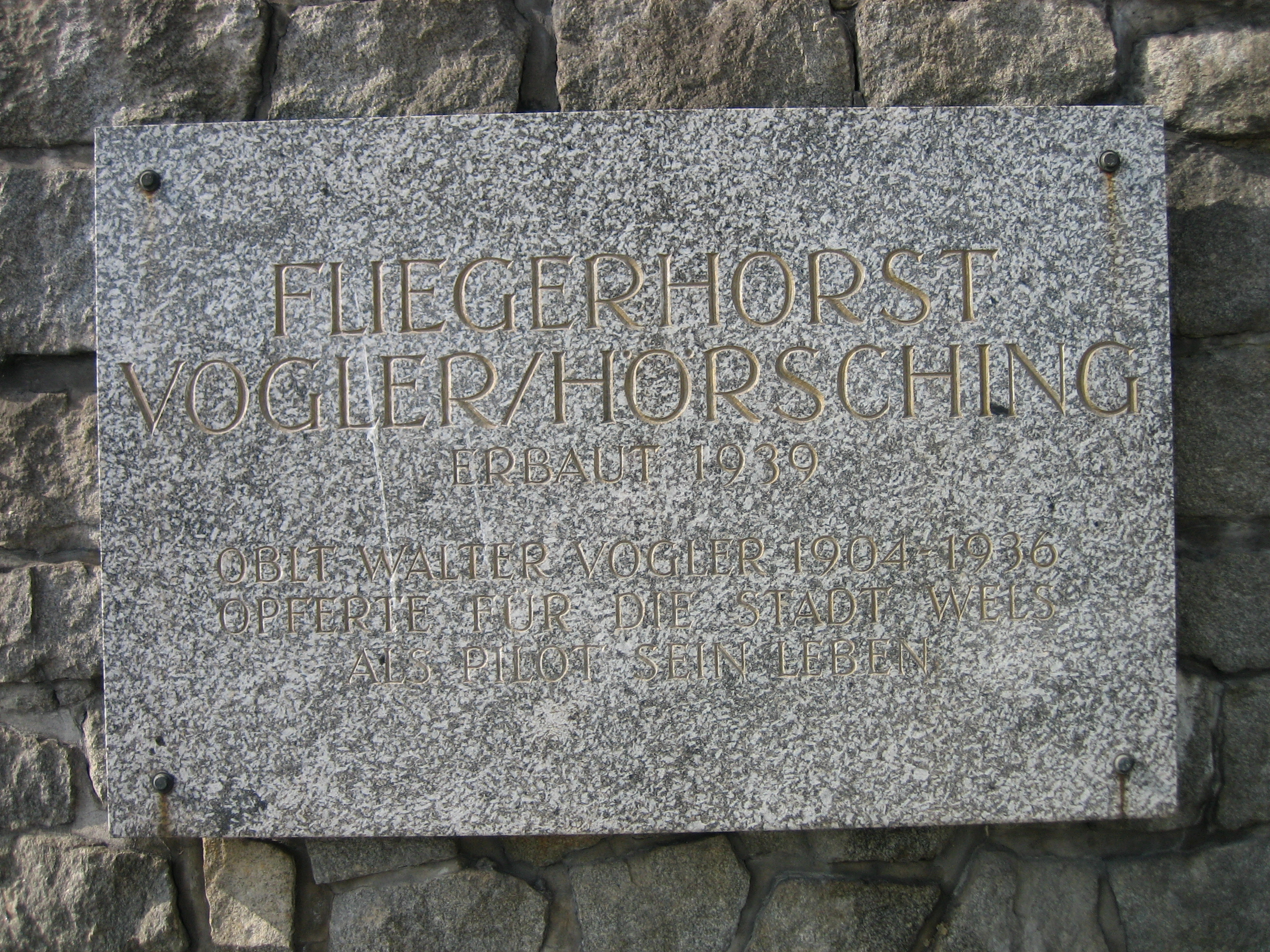
Gedenkschild des Namensgebers Walter Vogler

Am 25. Mai 1967 wurde die bis dahin Fliegerhorst Hörsching genannte Anlage nach Oberleutnant Walter Vogler benannt, der Militärpilot im Bundesheer der Ersten Republik gewesen war. Vogler ermöglichte am 15. Juni 1935 zwei Besatzungsmitgliedern den Absprung aus einem brennenden Bomber, während er selbst seinen Tod in Kauf nahm, um das Flugzeug aus dem Stadtgebiet von Wels zu steuern.

#### Zwischenfälle
- Am 9. Jänner 1973 stürzte eine Saab 105 OE (GH-18) wenige Meter neben der Landebahn des Fliegerhorstes ab und ging in Flammen auf. Die beiden Piloten Hauptmann Leopold Hoffmann und Oberleutnant Hans Georg Hartl kamen ums Leben. Staffelkommandant Hoffmann galt unter Flugexperten als der zu dieser Zeit beste Flieger des Bundesheeres.
- Am 14. Mai 1977 stürzte eine Saab 105 OE (GC-13) beim Landeanflug auf den Fliegerhorst ab und wurde zerstört. Der Pilot Hauptmann Johann Gölzner kam ums Leben.

#### Aktuelle Nutzung

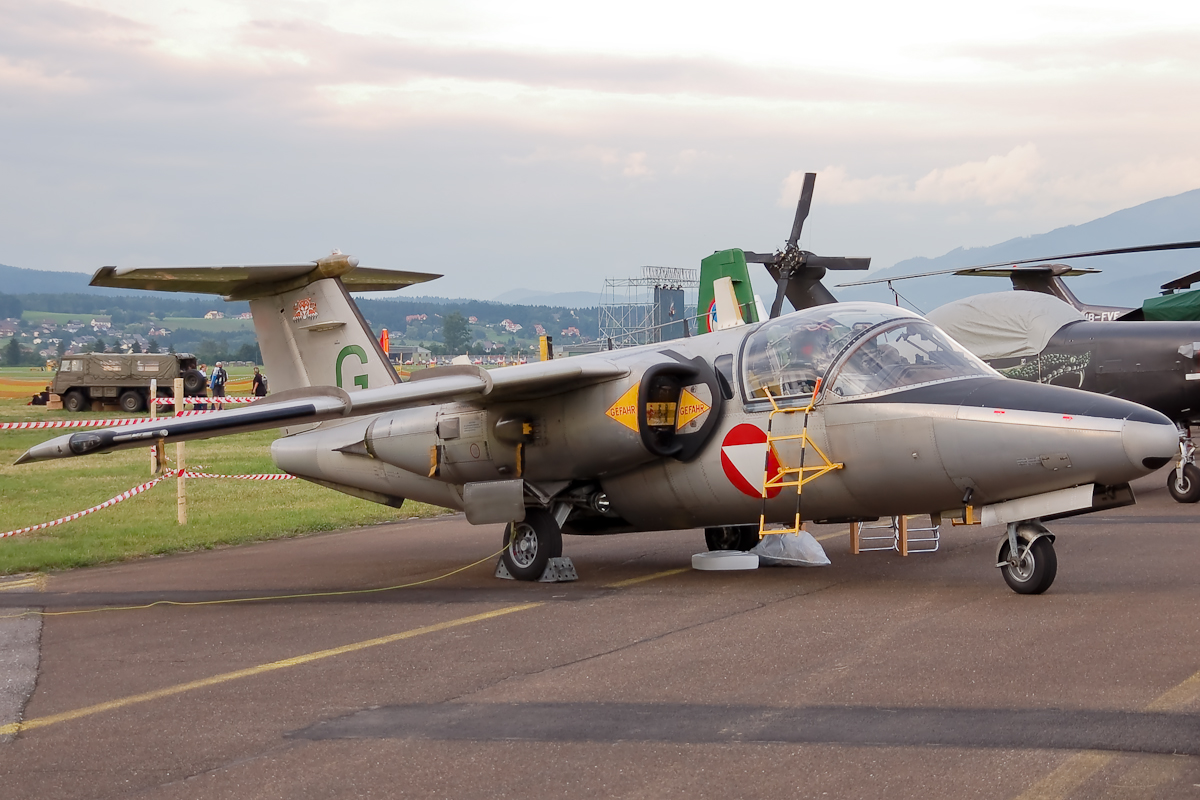
Saab 105 OE Reg. GG-17

Als größter Verband ist auf dem Fliegerhorst Vogler das Kommando Luftunterstützung (ehem. Fliegerregiment 3) untergebracht. Diesem unterstehen zwei Hubschrauberstaffeln (mit Agusta Bell 212), eine Lufttransportstaffel (mit C-130 Hercules) sowie andere Einheiten, welche für die administrative, versorgungsmäßige und flugbetriebliche Abwicklung des laufenden Betriebs erforderlich sind. Bis zur Außerdienststellung der Saab 105 OE per Jahresende 2020 unterstand zudem eine Düsenstaffel dem Verband. Die Stationierung der C-130 Hercules begann 2003, wobei in jenem Jahr zwei Maschinen und im Februar 2004 ein drittes Flugzeug dieses Typs nach Hörsching verlegt wurden.

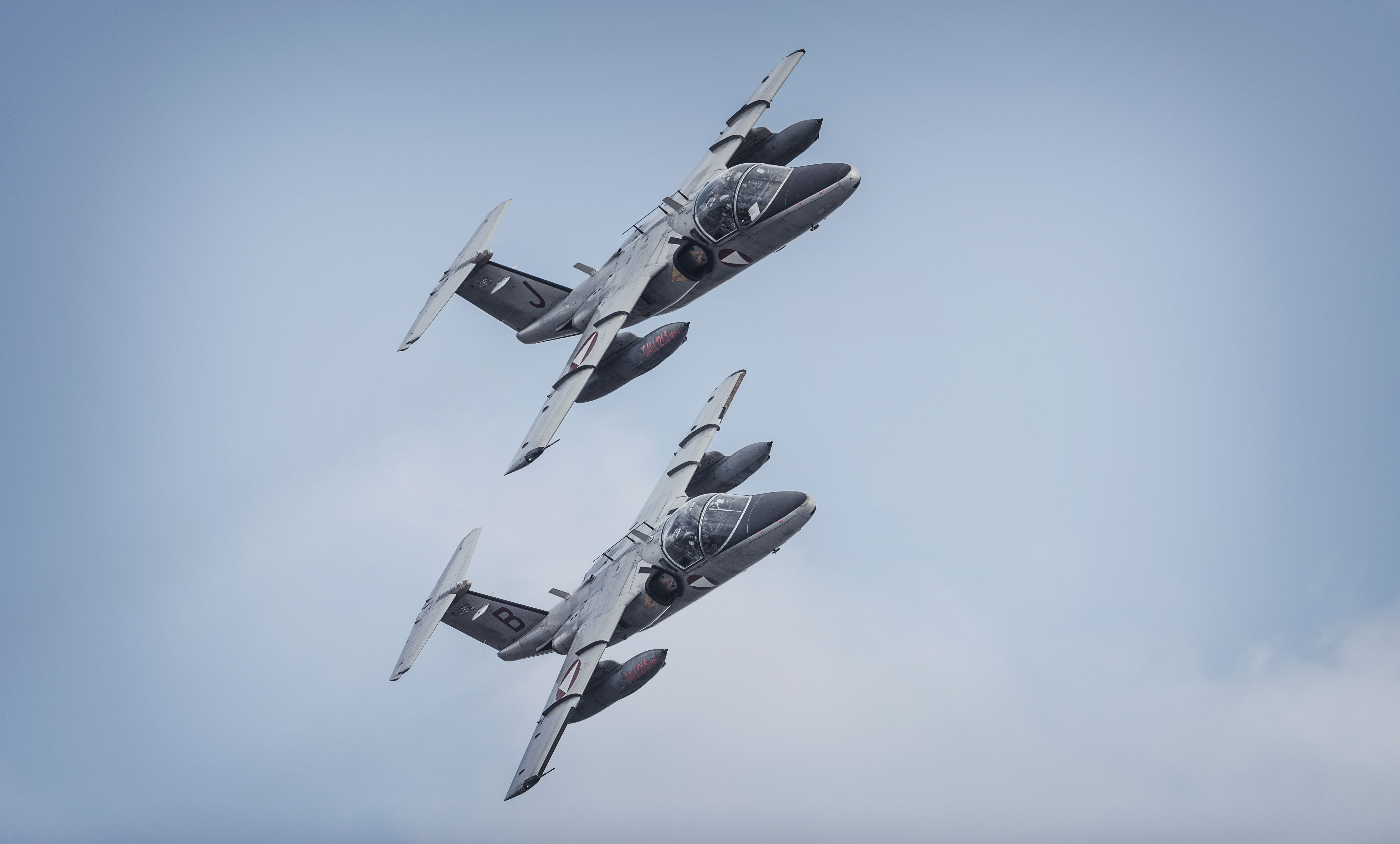
Saab 105Ö
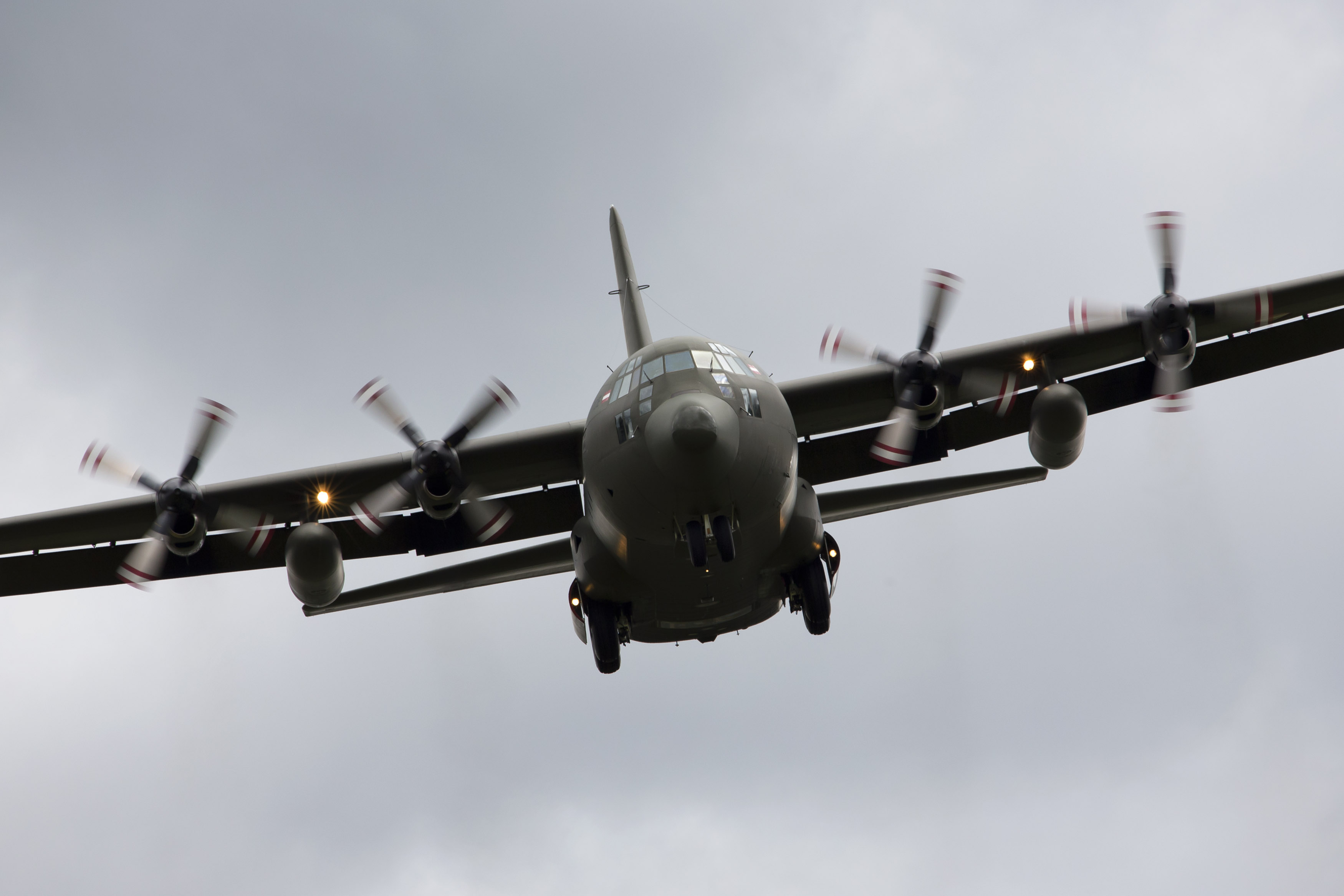
C-130 Hercules
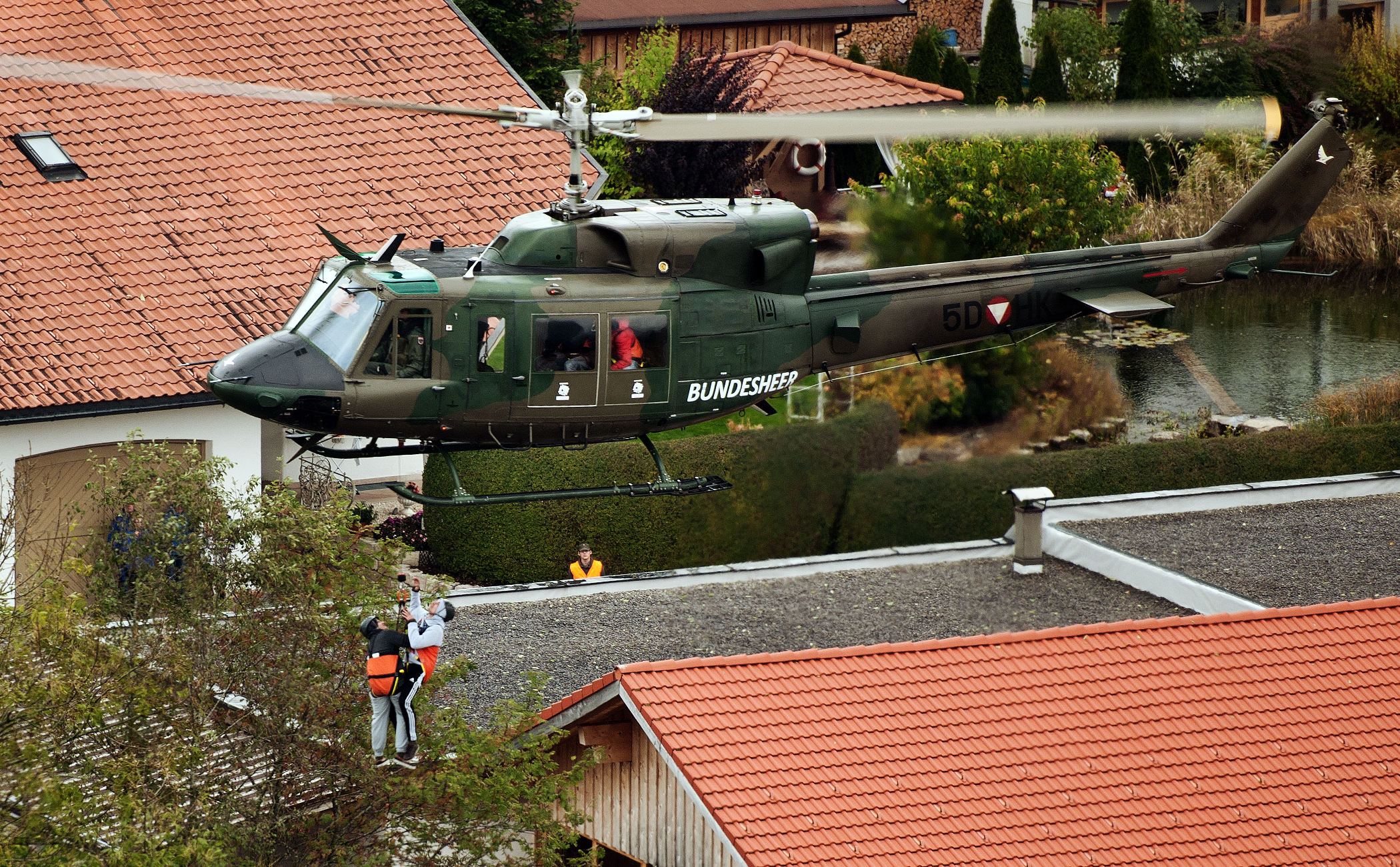
Agusta Bell AB212

## Lebensraum seltener Vögel
Auf dem Gelände brüten Arten wie Feldlerche, Kiebitz, Rebhuhn, Großer Brachvogel und Wachtel. Diese Vögel kommen in der Umgebung entweder gar nicht mehr vor oder brüten in deutlich niedriger Dichte. Die Extensivierung der Wiesennutzung führte auch zur Ansiedlung bzw. Wiederansiedlung zahlreicher Arten. Mit ungefähr 20 Revieren des Kiebitzes befindet sich auf dem Flugplatz die zweitgrößte Kiebitzkolonie Oberösterreichs. Der Große Brachvogel ist mit neun Brutpaaren auf dem Platz. Neben der extensiven Wiesennutzung spielt dabei der verminderte Feinddruck durch Prädatoren eine Rolle. Dies liegt daran, dass Boden-Prädatoren wie der Rotfuchs nicht auf das größtenteils eingezäunte Gelände können und fliegende Prädatoren wie Rabenkrähen wegen fehlender Bäume und Sträucher keine Ansitzwarten haben. Der Flugplatz zieht zudem zahlreiche Vögel als Rastgebiet an. Der zehn Kilometer entfernte Flugplatz Wels hat eine noch größere Bedeutung als Lebensraum von Vogelarten und anderen Arten.

## Ansicht
| vergrößern und Informationen zum Bild anzeigenSiedlungsraum zwischen Flughafen Linz, Traunfluss und Stadt Traun (Luftbild, nordost Richtung Linz/Traunabwärts) größere Siedlungseinheiten von links: am Flughafen Ort Hörsching; Fliegerhorstsiedlung/Neubau an der B1 (Bildmitte links); Aufeld/Oedt bis zu den Traunauen (Bildmitte rechts); Traunabwärts Stadtzentrum Traun (rechts oben); am anderen Traunufer Hasenufer (unten) und gegenüber Traun Haid (Gemeinde Ansfelden) |